# Whip It On
Whip It On er den danske duo The Raveonettes' debut EP.
Første gang udsendt af Crunchy Frog i 2002. Blev samme år udsendt af Columbia Records – er siden udsendt yderligere fire gange.
Skrevet, optaget og mixet i Sauna Recording Studio af Sune Rose Wagner.
Albummet nåede en placering som nr. 17 på en af billboard charts mange lister.

## Spor
1. "Attack of the Ghost Riders"
2. "Veronica Fever"
3. "Do You Believe Her?"
4. "Chains"
5. "Cops On Our Tail"
6. "My Tornado"
7. "Bowels of the Beast"
8. "Beat City"